# چری هیل، نیوجرسی
چری هیل (به انگلیسی: Cherry Hill) شهری در ایالت نیوجرسی کشور ایالات متحده آمریکا است که جمعیت آن در سرشماری سال ۲۰۱۰ میلادی، ۷۱٬۰۴۵ نفر بوده‌است.